# TA-Swiss
 (février 2022).
Si vous disposez d'ouvrages ou d'articles de référence ou si vous connaissez des sites web de qualité traitant du thème abordé ici, merci de compléter l'article en donnant les références utiles à sa vérifiabilité et en les liant à la section « Notes et références ».
La fondation d’évaluation des choix technologiques TA-Swiss est un centre de compétences des Académies suisses des sciences, dont le mandat est ancré dans la loi fédérale sur la recherche. C'est un organe de conseil et il est financé par les pouvoirs publics.
L'abréviation « TA » utilisée pour décrire les activités du Centre d'évaluation des choix technologiques, vient du terme anglais Technology assessment.

## Mission
La fondation d'évaluation des choix technologiques TA-Swiss a pour objectif de suivre les évolutions et développements technologiques et de déceler les conséquences sociales, légales et éthiques des nouvelles technologies. Il a également pour mission de favoriser le débat autour des enjeux scientifiques et technologiques.
Les recommandations résultant des projets de TA-Swiss servent d’aide à la prise de décision et sont destinées au Parlement et au Conseil fédéral. Selon les sujets traités, elles pourront également intéresser d'autres milieux, comme des associations professionnelles, des entreprises, les Hautes écoles, des organisations de défense d'intérêt ou encore des administrations publiques. Les médias, en tant que multiplicateurs d'information, sont également régulièrement informés sur les activités de TA-Swiss.

## Activités
Les activités de la fondation d’évaluation des choix technologiques TA-Swiss se subdivisent en deux domaines : 
1. Les études (analyses scientifiques interdisciplinaires) :
  - l’assouplissement du monde du travail  (2014),
  - le diagnostic génétique prénatal  (2014),
  - la biologie synthétique  (2014),
  - la géothermie profonde  (2014),
  - la médecine personnalisée  (2013),
  - les nanomatériaux et leurs répercussions sur l'environnement et la santé  (2013),
  - la robotique  (2012),
  - l’électromobilité en Suisse  (2012),
  - les technologies de localisation  (2012),
  - le « Human Enhancement » (2011),
  - les carburants de 2e génération à base de biomasse  (2010),
  - les systèmes décisionnels basés sur des indicateurs  (2010),
  - les nanotechnologies dans l'alimentation  (2009),
  - la médecine anti-vieillissement – mythes et potentialités  (2008) ;
2. Les projets participatifs (consultations visant à recueillir l'avis des citoyens), comme :
  - le publifocus « Utilité et coûts des traitements médicaux »(2012),
  - le dialogue « Internet et moi » (2010),
  - les World Wide Views on Global Warming (2009),
  - la publifocus « eHealth et le dossier électronique du patient » (2008).

## Historique
Les activités de TA-Swiss ont débuté en 1992. À la suite de plusieurs interventions parlementaires, le Conseil fédéral a chargé le Conseil suisse de la science de développer un système d’évaluation des choix technologiques pour la Suisse pour une phase pilote de quatre ans (1992-1995).
Dans son Message relatif à l’encouragement de la formation, de la recherche et de la technologie pour les années 1996-1999, le Conseil fédéral défini les bases pour l'institutionnalisation et le financement de l'évaluation des choix technologiques en Suisse. En 1999, l'évaluation des choix technologiques a été ancrée dans la Loi sur la recherche. Le Conseil fédéral a de la sorte renforcé l'indépendance de TA-Swiss qui, jusqu'en 2007, était rattaché au Conseil suisse de la science et de la technologie.
En 2008, un changement dans la loi sur la recherche conféra la base légale à l’incorporation du mandat de TA-Swiss au sein de l’Association des Académies suisses des sciences. TA-Swiss est donc, depuis le 1er janvier 2008, un centre de compétence des Académies suisses des sciences.
TA-Swiss est membre de divers réseaux actifs au niveau national ou international, dont le réseau européen de European Parliamentary Technology Assessment